# Ancona (pirofregata corazzata)
L'Ancona è stata una pirofregata corazzata della Regia Marina.

## Caratteristiche e costruzione
Progettata e costruita nei cantieri francesi di Saint Nazaire dietro ordinazione della Regia Marina, la nave, impostata nel 1862, venne varata nel 1864 e completata due anni dopo. Appartenente ad una classe di quattro unità, l’Ancona era una pirofregata a corazza completa (che si estendeva due metri al disopra della linea di galleggiamento, sino al ponte di coperta, ed un metro e mezzo al disotto di essa) e ridotta centrale, munita, oltre che di un poderoso armamento di 26 cannoni da 164 e 200 mm, di un massiccio sperone di tre metri di lunghezza. Alla prova dei fatti le navi della classe Regina Maria Pia si rivelarono delle buone unità, le uniche, nella Regia Marina, in grado di misurarsi con le corazzate austroungariche. L’Ancona, tuttavia, non fu in grado di sviluppare una velocità pari a quella di progetto: 12,5 nodi, invece dei 13,5 previsti.

## Storia operativa
Nel 1866, con lo scoppio della terza guerra d'indipendenza, l’Ancona, al comando del capitano di vascello Giuseppe Alessandro Piola Caselli, venne assegnata alla III Squadra Navale dell'Armata d'Operazioni, destinata all'Adriatico. Essendo stata consegnata da poco, tuttavia, la nave non aveva ancora un equipaggio completo: come riferì il comandante dell'armata, ammiraglio Persano, il 30 maggio, all’Ancona (in servizio da meno di due mesi), così come alla gemella Castelfidardo, mancavano i due terzi dei sottufficiali e 159 dei 160 cannonieri previsti. Un altro problema era che la nave, essendo ancora nel periodo di garanzia, aveva ancora a bordo personale di macchina di nazionalità francese, deciso a non farsi coinvolgere in un conflitto tra nazioni estere. Nel mattino del 21 giugno 1866 la corazzata, insieme al resto della squadra, salpò da Taranto alla volta di Ancona, dove giunse quattro giorni più tardi, nel pomeriggio del 25 giugno, afflitta da avarie alle macchine. Nel porto marchigiano le navi fecero rifornimento di carbone, poi, all'alba del 26 giugno, l'avviso a ruote Esploratore avvistò una formazione navale austro-ungarica (6 navi corazzate, 4 cannoniere ad elica e due avvisi a ruote) e l'ammiraglio Carlo Pellion di Persano, comandante dell'armata navale, decise di uscire con tutte le navi in grado di partire. A questo punto il problema del personale francese di mostrò in tutta la sua evidenza: rifiutando di restare a bordo di una nave che avrebbe preso parte ad un combattimento, il primo macchinista e tre secondi meccanici sbarcarono, mentre il comandante Piola Caselli dovette arrivare ad omaggiare un altro secondo meccanico di un anello con brillanti, per convincerlo a restare a bordo; la nave poté infine partire, con un ritardo di un'ora e mezza, dopo aver preso a bordo un altro meccanico prelevato dalla pirofregata Maria Adelaide, e dopo aver ultimato le riparazioni all'apparato motore parzialmente smontato. Verso le 6.30 le due formazioni (quella italiana contava nove corazzate più l’Esploratore, su cui si era imbarcato Persano) giunsero in vista, ma a quel punto l'ammiraglio Tegetthoff decise di non dare battaglia e si ritirò, e Persano, viste le precarie condizioni delle nove corazzate che aveva potuto far salpare, non lo inseguì.
Dall'8 al 12 luglio la flotta italiana fu in crociera di guerra nell'Adriatico, senza tuttavia incontrare forze navali nemiche.
Nel primo pomeriggio del 16 luglio l'armata salpò da Ancona diretta a Lissa, dove di progettava di sbarcare. L’Ancona prese il mare in formazione con le pirofregate corazzate Castelfidardo, sua nave gemella, e Principe di Carignano (ammiraglia del contrammiraglio Giovanni Vacca, comandante la III Squadra): questo gruppo aveva il compito di bombardare le fortificazioni di Porto Comisa sull'isola di Lissa, ove si progettava di sbarcare. Nella fattispecie, l’Ancona bombardò blandamente la batteria Perlic, interrompendo ben presto l'azione per l'eccessiva altitudine del bersaglio e quindi unendosi alla Castelfidardo ed alla Principe di Carignano, che stavano cannoneggiando la batteria Magnaremi. Il bombardamento, iniziato tra le 11 e le 11.30 del 18 luglio, continuò per circa due ore con risultati molto modesti, giustificati da Vacca con la presenza di una batteria precedentemente non rilevata, che avrebbe potuto sbarrare l'ingresso della rada, vanificando ogni tentativo di sbarco (giustificazione poco plausibile, in quanto come luogo principale dello sbarco non era stato scelto Porto Comisa, ma Porto Manego, mentre avrebbe avuto la sua utilità, come azione diversiva, continuare a tenere impegnate le truppe stanziate a Porto Comisa), e con l'eccessiva altezza (di molto sopravvalutata: Vacca parlò di una batteria sita a 700 metri, mentre la cima più elevata dell'isola non raggiungeva i 600) delle batterie. Dopo aver cessato il fuoco, le tre navi di Vacca raggiunsero dapprima la II Squadra a Porto Manego, poi, verso le cinque del pomeriggio, si unirono alla divisione Riboty (pirofregate corazzate Re di Portogallo e Regina Maria Pia, pirocorvetta corazzata Terribile, cannoniera corazzata Varese) e le supportarono nelle operazioni di bombardamento contro le fortificazioni ad ovest di Porto San Giorgio, operazioni che terminarono al tramonto.
Il 19 luglio Ancona, Castelfidardo e Principe di Carignano bombardarono, insieme alle fregate in legno della II Squadra, i forti esterni di Porto San Giorgio, poi Vacca ricevette l'ordine di portarsi con le sue navi, rinforzate dalla pirocorvetta corazzata Formidabile, all'interno dell'insenatura di Porto San Giorgio, in modo da poter definitivamente annientare le batterie della Madonna e della torre Wellington, uniche rimase intatte. Vacca eseguì l'ordine e le quattro corazzate smantellarono con il loro tiro una delle batterie, poi l'ammiraglio, ritenendo che lo spazio fosse troppo ristretto per poter manovrare (valutazione errata: in quello stesso spazio, dopo la battaglia di Lissa, si sarebbero infatti radunate senza problemi le 26 unità della flotta austroungarica) decise di ritirarsi e portò le tre navi della III Squadra fuori dal porto, abbandonandovi la sola Formidabile, che, pur battendosi con valore, non riuscì, da sola, ad annientare completamente le batterie rimanenti, subendo invece pesanti danni.
Nel corso delle operazioni di bombardamento l’Ancona ebbe almeno una vittima ed alcuni feriti, poi trasbordati, il 19 luglio, sulla nave ospedale Washington. Tra i feriti vi fu, durante l'azione all'interno di Porto San Giorgio, il marinaio Antonio Sogliuzzo, che, in seguito ad un colpo che centrò il suo cannone, perse la mano destra ed ebbe quella sinistra gravemente lesionata, ma non volle lasciare il posto sino al termine dello scontro per non distogliere i compagni dal combattimento: per il suo comportamento venne decorato con la Medaglia d'oro al valor militare.
Alle 7.50 del mattino del 20 luglio, mentre si facevano i preparativi per lo sbarco sull'isola (in quel momento l’Ancona si trovava insieme la III Squadra davanti a Porto San Giorgio, in preparazione delle operazioni finali di bombardamento), sopraggiunse la squadra navale austroungarica agli ordini del viceammiraglio Wilhelm von Tegetthoff: ebbe così inizio la battaglia di Lissa, conclusasi con una drammatica sconfitta della flotta italiana. Inquadrata nella III Squadra, l’Ancona si posizionò a poppavia della Castelfidardo, quindi in coda a questa formazione, la prima delle tre formate (le altre due erano la II e la III Divisione della I Squadra, in seconda e terza posizione) dalla flotta delle corazzate italiane, che si era disposta in linea di fila, dirigeva verso nord/nordest, contro la flotta austro-ungarica. La velocità assunta dalla III Squadra era di 11 nodi, eccessiva rispetto a quella assunta dai gruppi che seguivano (rispettivamente 9 ed 8 nodi per la II e III Divisione), con unità lente od in avaria, e favorì, unitamente alla perdita di tempo causata dal trasbordo dell'ammiraglio Persano dalla pirofregata corazzata Re d’Italia all'ariete Affondatore, l'aprirsi di un varco di 1500 metri tra l’Ancona e la Re d'Italia. Tra le 10.43 e le undici le tre navi di Vacca doppiarono la direttrice di marcia ed iniziarono a sparare contro la prima formazione di Tegetthoff (sette unità corazzate), cessando però quasi subito perché troppo lontane: mentre le pirofregate corazzate austroungariche Kaiser Max, Salamander ed Habsburg aprivano a loro volta il fuoco come reazione, la III Squadra iniziò un'ampia virata verso sinistra. Questa manovra portò in sostanza le navi della III Squadra ad essere tagliate fuori dal combattimento, mentre le sette corazzate austroungariche si scontrarono con le quattro italiane della II Divisione, che si vennero così a trovare in inferiorità numerica. Il comandante Piola Caselli decise tuttavia di impegnare le unità nemiche, pertanto, abbandonato il gruppo Vacca, portò l’Ancona nel pieno della battaglia, cercando di portare soccorso alla Re d’Italia: avvistata la pirofregata corazzata austroungarica Erzherzog Ferdinand Max, nave ammiraglia di Tegetthoff, che aveva appena speronato ed affondato la Re d'Italia, la nave di Piola Caselli tentò a sua volta di speronare l'unità nemica, senza riuscirci, poi aprì il fuoco esplodendo una bordata a bruciapelo, da pochissima distanza. La bordata non ebbe però alcun effetto, perché i cannonieri caricarono i cannoni con la polvere e tirarono senza aver inserito i proiettili in canna (lo stesso risultato, in sostanza, di un tiro a salve), perché il capo cannoniere, troppo eccitato, aveva dato l'ordine di fare fuoco anzitempo. L’Ancona diresse quindi per raggiungere la Re di Portogallo ma, arrivando sul posto contemporaneamente alla Varese, la pirofregata finì, a causa del fumo che avviluppava la zona del combattimento, con l'entrare in collisione con essa, anche se lo scontro non produsse danni gravi. Successivamente l’Ancona, come tutte le altre unità che avevano spezzato l'accerchiamento (ad eccezione dell’Affondatore), tornò ad unirsi alla III Squadra. L'ammiraglio Vacca, assunto temporaneamente il comando, fece disporre le navi in linea di fila e diresse a bassa velocità verso la flotta nemica. Ad un certo punto, tuttavia, la Principe di Carignano, nave ammiraglia di Vacca, invertì la rotta ed iniziò ad allontanarsi dal campo di battaglia, imitata da tutte le altre. Sopraggiunse quindi l’Affondatore, con a bordo l'ammiraglio Persano, che diresse verso la flotta austroungarica ed ordinò di attaccare, sottolineando che «ogni bastimento che non combatte non è al suo posto»: tuttavia solo la Re di Portogallo eseguì tale ordine, rientrando però nei ranghi quando il comandante Riboty, vedendo che era l'unico ad eseguire tale manovra, ritenne di essere in errore. La flotta italiana rimase ad incrociare sul posto sino a sera, quando Persano ordinò infine di rientrare ad Ancona: la battaglia era finita.
Successivamente a Lissa l’Ancona non partecipò più ad operazioni di rilievo. Operò sia lungo le coste italiane che nelle colonie.
Tra l'ottobre 1870 e gli ultimi mesi del 1871 la nave venne sottoposta ad un turno di lavori a Napoli. Successivamente, intorno al 1889, la pirofregata subì radicali lavori di rimodernamento: venne eliminata l'alberatura velica, sostituita da due alberi di tipo militare, provvisti di coffe da combattimento (già in precedenza l'alberatura, da nave goletta, era stata modificata divenendo da brigantino a palo). Nel corso delle varie fasi di lavori subì inoltre diverse e radicali modifiche anche l'armamento.
Radiata il 1º gennaio 1903, l'ormai vecchia Ancona venne demolita successivamente al 1º gennaio 1910.